# Josip Frank
Josip Frank (Eszék, 1844. április 16. – Zágráb, 1911. december 17.) horvát jogász, politikus, a Tiszta Jogok Pártjának elnöke, 1887 és 1909 között országgyűlési képviselő.

## Élete és pályafutása

### Származása és családja
Frank 1844. április 16-án született Eszéken, Emanuel és Helena Frank horvát-zsidó családjában. Frank testvére, Jakov adta ki a „Die Drau” című német nyelvű újságot Eszéken, szerkesztette a mérsékelt ellenzéki zágrábi „Agramer Tagblatt”ot, de írt a magyarországi „Pester Lloyd”nak és a bécsi „Neue Freie Presse”-nek is. Ennek megfelelően Jakov Franknak voltak kapcsolatai az Osztrák–Magyar Monarchia dualista köreiben. Frank soha nem titkolta, hogy testvére Jakov magyarón, azaz unionista volt.
Franknak feleségétől, Olga Rojčevićtől öt fia született, akik közül kettő kiemelkedő pályát futott be a politikában. A legidősebb, Vladimir (1873-1916) volt az első, aki apja nyomdokaiba lépett. Az ő nyomdokaiba lépett Ivo (1877 – 1939), aki a család utolsó politikailag aktív tagja volt, egyedüliként élte át a modern horvát történelem fordulópontját, az Osztrák–Magyar Monarchia összeomlását, illetve a Szerb-Horvát-Szlovén Királyság létrehozását. Felesége, Olga halála után feleségül vette Teodora Martinit, akitől még két gyermeke született.

### Ifjúkora
Frank Eszéken érettségizett, majd az 1862-es érettségi után Bécsben kezdett jogot tanulni, ahol 1868-ban jogi doktori címet szerzett. Tanulmányai befejezése után a híres osztrák politikus, Karl Lueger ügyvédi irodájában kezdett szakmai gyakorlatot. Ezután a budapesti bíróságon dolgozott, végül 1872-ben Zágrábban nyitotta meg saját ügyvédi irodáját.
Már akkor részt vett a horvát politikai életben. Nyilatkozataiban eleinte a horvát bán Rauch Levin mellé állt, és csatlakozott a Néppárt elleni támadásaikhoz, majd a magyaroknak tett engedmények és a szerbekkel való kapcsolata miatt a populista bánt, Ivan Mažuranićot támadta.

### Politikai pályafutása
1877-ben ő volt a zágrábi „Agramer Presse” című újság elindítója, melyet a hatóságok betiltottak, mert ellenzéki álláspontot képviselt. 1878-ban megalapította a „Kroatische Post”ot. Nem sokkal később a hatóságok ezt az újságot is betiltották. A Kroatische Post utolsó fennmaradt száma 1879. április 17-én kelt. A két német nyelvű újság mellett, amelyek Zágrábban jelentek meg, a „Branik” című horvát nyelvű újságot is kiadta. Pénzügyi szakemberként már 1879-ben újságcikkeiben figyelmeztetett Horvátország Magyarországtól való pénzügyi és gazdasági függésére, amely az 1868-as horvát-magyar rendezésből és annak 1873-as revíziójából következett. 1880-ban kiadta erről a „Die Quote Kroatiens” című brosúrát, amelyben bebizonyította, hogy Horvátország túlságosan leterhelt. Fáradhatatlan közéleti politikai munkájával gyorsan elnyerte a választók tetszését, 1880-tól 1894-ig zágrábi városi képviselő volt, és mindig kiállt a horvát főváros előrehaladása és jobbítása mellett. Már 1884-ben képviselő lett a horvát parlamentben, először a Popovače, majd 1887-től a Vojni Križ kerületben. Szakértelmének köszönhetően az országgyűlés pénzügyi, majd költségvetési bizottságának is rendes tagja volt.

### A Horvát Jogpártban
1877 és 1890 között Frank a politikai életben önállóan tevékenykedett anélkül, hogy csatlakozott volna egyetlen politikai párthoz. Prominens horvát hazafiként politikai tevékenysége során közel került a jobboldalhoz, és Fran Folnegović ösztönzésére végül 1890-ben parlamenti képviselőként csatlakozott a jobboldalhoz. Jóakarata már abban az évben előtérbe került, amikor saját forrásaival segítette a jobboldali „Hrvatska” lap, majd a „Starčevićev dom” részvénytársaság pénzügyi talpra állítását. Pártpolitikai tevékenységét 1891-től Hrvatska szerkesztőjeként folytatta, amelyben saját politikai nézeteit tette közzé.
Felismerve Horvátország akkori nehéz helyzetét, úgy vélte, hogy a politikai cselekvés elsődleges célja a horvát nyelvű országok egyesítése, valamint Horvátország gazdasági és pénzügyi függetlensége kell, hogy legyen, amelyet az agresszív magyar politika komolyan veszélyeztetett. Egyre közelebb került a párt vezetőjének, Ante Starčevićnek a politikai nézeteihez. Josip Frank volt a felelős a Jogok Pártjának első valódi politikai programjáért, amelyet 1894. június 6-án fogadtak el, és amely nagyrészt az ő politikai nézeteit tartalmazta. A program tartalmazta a horvátok egyesülésének és horvát államiság helyreállításának gondolatát.

### A Tiszta jogok Pártjában
Amikor I. Ferenc József császár és király 1895-ös zágrábi látogatása során a zágrábi egyetemisták tiltakozás jeléül elégették a magyar zászlót, és Fran Folnegović párthíveivel elítélte ezt a tettet, Josip Frank, Anto Starčević-csal, Eugen Kumičić-csal és Milo Starčević-csal kilépett a Jogpárt parlamenti frakciójából. Ezt követte a Jogok Pártja végleges szétválása, és a Starčević és Frank vezette pártáramlat a „Hrvatsko pravo” című pártlappal megalapította a Tiszta Jogok Pártját.
Starčević 1896-os halála után Josip Frank, mivel már Starčević támogatását is élvezte, átvette a párt vezetését, majd megerősítette pozícióját és ezzel biztosította politikai jövőjét. Ettől kezdve, még a királyi udvarral folytatott közvetlen tárgyalásokon keresztül is folyamatosan küzdött Horvátország pénzügyi függetlenségéért. 1898-tól 1906-ig a Királyi Pénzügyi Bizottság tagja volt, majd 1898-ban keményen megvádolta Magyarországot a Horvátország és Magyarország közötti pénzügyi elszámolás méltánytalanságával. 1904-ben Frank ismét felvetette Horvátország pénzügyi függetlenségének igényét, és munkájának köszönhetően 1906-ban megszületett a Horvátország és Magyarország között általában véve a legkedvezőbb pénzügyi egyezség.
Ezzel egy időben a párt 1904-ben Starčević Jogok Pártjára változtatta a nevét, és Frank vezetésével folytatta fejlődését. Josip Frank 1905-től az új irányvonal, majd a horvát-szerb koalíció jugoszlávbarát politikájának heves ellenfele lett, 1906-tól pedig a királyi udvarban és a trónörökös, Ferenc Ferdinánd körüli körökben keresett szövetségeseket a koalíció elleni harcban.
Az 1906-os parlamenti választásokon a horvát-szerb koalíció erőssége ellenére a jobboldaliak 20 parlamenti helyet szereztek, és jelentős ellenzéki erővé váltak. 1908-ban Rauch Pál horvát bán támogatta a jobboldaliakat és Josip Frankot a koalíció meggyengítésére és legyőzésére irányuló erőfeszítéseikben, de ezek nem hoztak eredményt. Frank szerepet játszott a hírhedt 1909-es Friedjung-perben is, ahol bebizonyosodott, hogy az osztrák történész, Heinrich Friedjung megismételte a horvát-szerb koalíció vezetői elleni árulásról szóló rágalmazó állításokat. A perrel a bán és a bíróság meg akarta törni a koalíció erejét. A koalíció végül beleegyezett a királyi udvarral való együttműködésbe, és megtartotta a hatalmat, így beteljesületlen marad Josip Frank reménye, hogy a jobboldaliak átvehetik a hatalmat Horvátországban.
Ennek ellenére a királyi udvar támogatásával az osztrák fennhatóság alatti horvát államjog védelmében, a jugoszláv és a nagyszerb eszmék elleni megalkuvást nem tűrő politikája a párton belüli válsághoz vezetett. Ezért a Mile Starčević vezette ún. „milinovci” platform 1908-ban kilépett a pártból, és megalapította Starčević jogpártját. De még ez sem befolyásolta Josip Frankot saját politikai elképzeléseinek megvalósításában. 1908-ban Josip Frank artériás szklerózisban súlyosan megbetegedett. 1909-től már nem volt befolyása a pártpolitikára. 1911. december 17-én halt meg Zágrábban, ahol a mirogoji családi sírboltban temették el.

## Frankovci
A „frankovci” kifejezés a horvát politikatörténetben a 19. század vége óta azokat a „pravaš”nak is nevezett horvát nacionalistákat jelenti, akik a Tiszta Jogok Pártja köré tömörültek, amelynek vezetője Josip Frank volt. Az 1890-es évek elejétől a kifejezést a Josip Frank által vezetett Jogpárt frakciójának megjelölésére használták. A kifejezés Josip Frank vezetéknevéből származik.

## Művei

### Könyvek, beszédek és cikkek
- Béla Lukács und die Quote Kroatiens, Agram, 1879.
- Die Quote Kroatiens. Eine Studie über das finanzielle Verhältniss zwischen Kroatien und Ungarn anlässlich der bevorstehenden Verhandlungen der Regnicolar-Deputationen, Agram, 1879.
- U obranu hrvatskih umjetnika. Odgovor na poslanicu Fr. Š. Kuhača »Anarkija u hrvatskoj književnosti i umjetnosti«, Zagreb, 1898.
- Izdaja u stranci prava. (»Mrtvilo u Banovini«), Zagreb, 1899.
- Govor dra. Josipa Franka, zastupnika naroda, držan u Hrvatskom saboru dne 3. veljače 1900. o gospodarskom i političkom stanju Hrvatske: (po stenografskom saborskom dnevniku), Prva hrvatska radnička tiskara, Zagreb, 1900.
- Potreba financijalne samostalnosti: govor dra. Josipa Franka, zastupnika naroda, izrečen u saborskoj sjednici dne 21. veljače 1900. u specijalnoj razpravi o proračunu: (po stenografskih bilježkah), Prva hrvatska radnička tiskara, Zagreb, 1900.
- Nuncij: posebni votum člana Hrvatskoga kraljevskoga odbora, narodnoga zastupnika dra. Josipa Franka, Prva hrvatska radnička tiskara, Zagreb, 1902.
- Nuntiuma: különvélemenye, Zagreb, 1902.
- Das Nuntium: Separat-Votum, Agram, 1902.
- Govori nar. zastupnika dra Josipa Franka izrečeni u zimskom zasiedanju hrvatskoga Sabora godine 1902.: po stenografskom zapisniku, Prva hrvatska radnička tiskara, Zagreb, 1902.
- Govori dr. Josipa Franka nar. zastupnika križkog kotara izrečeni za ljetnog saborskog zasjedanja god. 1903.: po stenografskom zapisniku, Prva hrvatska radnička tiskara, Zagreb, 1903.
- Za nezavisnost Hrvatske, Tiskom Prve hrvatske radničke tiskare, Zagreb, 1904. (P. o.: Hrvatsko pravo ; god. 1903., br. 2397, 2398, 2400, 2402, 2403, 2406-2409, 2415, 2420, 2421.)
- Govor dra Josipa Franka, zastupnika naroda o banovu programu i o stanovištu naše stranke prema tomu programu: izrečen u saborskoj sjednici dne 15. prosinca 1903.: (po stenografskih bilježkah), Prva hrvatska radnička tiskara, Zagreb, 1904.
- Govor dra Josipa Franka zastupnika naroda izrečen u sjednici hrvatskoga sabora dne 8. veljače 1904. kod naslova "Sabor" u specijalnoj razpravi proračuna: (po stenografskom zapisniku), Prva hrvatska radnička tiskara, Zagreb, 1904.
- Govor o produljenju financijalne nagodbe, Zagreb, 1904.
- Govor o proračunu za god. 1904., Zagreb, 1904.
- Govori zastupnika naroda dra Josipa Franka izrečeni u zimskom zasiedanju Hrvatskog sabora 1904., tiskom Prve hrvatske radničke tiskare, Zagreb, 1904.
- Izjava dra Josipa Franka zastupnika naroda ob ustrojenju parlamentarnog suda časti učinjena u saborskoj sjednici dne 11. siečnja 1904.: (po stenografskom zapisniku) ; Predlog dra Josipa Franka zastupnika naroda o izboru parlamentarne komisije časti iznešen u saborskoj sjednici dne 13. siečnja 1904.:(po stenografskih zapisnicih), Prva hrvatska radnička tiskara, Zagreb, 1904.
- Govori dra. Josipa Franka, zastupnika naroda izrečeni u zimskom zasjedanju Hrvatskog sabora 1903-1904.: (po stenografskih zapisnicih), Prva hrvatska radnička tiskara, Zagreb, 1904. (Sadrži: Govor dra. Josipa Franka zastupnika naroda o produljenju financijske nagode izrečen u sjednici hrvatskoga sabora dne 11. siečnja 1904. ; Govor dra. Josipa Franka zastupnika naroda proti prešnosti predloga dra. Pliverića izrečen u sjednici hrvatskoga sabora dne 12. siečnja 1904. ; Govor dra. Josipa Franka zastupnika naroda izrečen u sjednici hrvatskoga sabora dne 13. siečnja 1904 proti predlogu dra. Plivarića i drugovah o roku za financijalnu nagodu ; Govor dra. Josipa Franka zastupnika naroda izrečen u sjednici hrvatskoga sabora dne 21. siečnja 1904. za poboljšanje položaja pučkoga učiteljstva ; Govor dra. Josipa Franka zastupnika naroda za podupiranje dalmatinske sveučilišne mladeži u Zagrebu i Beču izrečen u sjednici hrvatskoga sabora dne 21. siečnja 1904. - Govor dra. Josipa Franka zastupnika naroda izrečen u sjednici hrvatskoga sabora dne 3. veljače 1904. o proračunu za godinu 1904. ; Govor dra. Josipa Franka zastupnika naroda izrečen u sjednici hrvatskoga sabora dne 8. veljače 1904. kod naslova "Sabor" u specijalnoj razpravi proračuna.)
- Rad nar. zastupnika dra Josipa Franka u Kraljevinskom odboru: u zajedničkoj sjednici hrvatskog i ugarskog Kraljevinskog odbora, održanoj dne 20. lipnja 1904. u Budimpešti: izjave, predlozi, prosvjed, govori, Prva hrvatska radnička tiskara, Zagreb, 1904.
- Govor dra Josipa Franka, zastupnika naroda, izrečen u sjednici hrvatskoga Sabora 3. veljače 1905. o dispozicionom fondu: (po stenografskom zapisniku), Prva hrvatska radnička tiskara, Zagreb, 1905.
- Govor dra. Josipa Franka, zastupnika naroda, izrečen u sjednici Hrvatskoga sabora dne 30. siečnja 1905. o proračunu za god. 1905.: (po stenografskom zapisniku), Prva hrvatska radnička tiskara, Zagreb, 1905.
- Govori dra Josipa Franka narodnoga zastupnika izrečeni u zimskom zasiedanju Hrvatskog sabora 1905., Prva hrvatska radnička tiskara, Zagreb, 1905.
- Govori i interpelacije dr. Josipa Franka zastupnika naroda: izrečeni u zimskom zasjedanju Hrvatskoga sabora god. 1905-1906., Prva hrvatska radnička tiskara, Zagreb.
- Govor dra. Josipa Franka zastupnika naroda izrečen u Hrvatskom saboru 9. veljače 1905. u razpravi ob obračunih: (po stenogr. zapisniku), Prva radnička tiskara, Zagreb, 1905. (Hrvatska zastava ; god. 2/1905, br. 8, prilog)
- Govor dra. Josipa Franka zastupnika naroda izrečen dne 25. siečnja 1907. u sjednici hrvatskoga sabora u adresnoj razpravi: po stenografskih bilježkah, tiskom I. hrvatske radničke tiskare, Zagreb, 1907.
- Pobjeda hrvatskoga naroda, Tiskom Prve hrvatske radničke tiskare, Zagreb, 1908.
- Govori dra. Josipa Franka, zastupnika naroda, izrečeni u zimskom zasjedanju Hrvatskog sabora od studenoga 1906. do ožujka 1907.: (po stenografskim zapisnicima), Prva hrvatska radnička tiskara, Zagreb, 1908. (Sadržaj: Govor o radnom i političkom programu vlade ... 13. studenoga 1906. Govor o izbornoj reformi ... 19. studenoga 1906. Govor o neredih o obćini Gospić ... 23. studenoga 1906. Govor o austro-ugarskoj banci ... 23. studenoga 1906. Govor ... 25. siečnja 1907. ... u adresnoj razpravi. Govor ... 15. ožujka 1907. ... o tangenti. Govor u slavu Ante Starčevića ... prigodom svečanosti hrvatskoga radničtva na dvanaestoj obljetnici imendana A. Starčevića u Šestinama [!] dne 16. lipnja 1907.)

## Fordítás
- Ez a szócikk részben vagy egészben  a   Josip Frank című horvát Wikipédia-szócikk ezen változatának fordításán alapul.  Az eredeti cikk szerkesztőit annak laptörténete sorolja fel. Ez a jelzés csupán a megfogalmazás eredetét és a szerzői jogokat jelzi, nem szolgál a cikkben szereplő információk forrásmegjelöléseként.